# MSX Turbo R
MSX Turbo R је кућни рачунар, производ фирме MSX који је почео да се израђује у Јапану током 1991. године.
Користио је R800 - Z80A компатибилан према доље, али 5 до 10 пута бржи од Z80 као централни микропроцесор а РАМ меморија рачунара MSX Turbo R је имала капацитет од од од 256 KB до 512 KB + 32 KB SRAM, до 4 MB са лемљењем. 
Као оперативни систем кориштен је обично MSX-BASIC, MSX-DOS послије подизања система. 32KB SRAM код GT модела може бити и бутабилни РАМ драјв.

## Детаљни подаци
Детаљнији подаци о рачунару MSX Turbo R су дати у табели испод.
|                       |                                                                                          |
| [ 1 ]                 |                                                                                          |
| Произвођач            |                                                                                          |
| Тип                   | кућни рачунар                                                                            |
| Меморија              | од 256 до 512 + 32 SRAM, до 4 са лемљењем                                                |
| Поријекло             | Јапан                                                                                    |
| Година                | 1991                                                                                     |
| Тастатура             |                                                                                          |
| Процесор              | компатибилан према доље, али 5 до 10 пута бржи од                                        |
| Фреквенција процесора | 3,579545 (Z80 мод), 7,16 (R800 мод - као 28,64MHz Z80 CPU)                                  |
| RAM                   | од 256 до 512 + 32 SRAM, до 4 са лемљењем                                                |
| ROM                   | 80 (Basic) 80KB (MSX Disk Basic) 16KB (MSX-MUSIC Basic) 496KB (MSX View)                 |
| Текст                 | 80 x 25 / 40 x 25 / 32 x 25                                                              |
| Графика               | 64 x 48 / 256 x 192 / 256 x 212 / 512 x 212 / 512 x 424                                  |
| Боја                  | 16 / 16 - 256 / 16 између 512 / 131072                                                   |
| Звук                  | AY-8910 + YM-2413 chip (9 канала музике) + PCM = 13 канала                               |
| Димензије             | непознато                                                                                |
| Портови               |                                                                                          |
| Оперативни систем     | обично послије подизања система. 32KB SRAM код GT модела може бити и бутабилни РАМ драјв |